# Văn Sỹ Hùng
Văn Sỹ Hùng (sinh ngày 30 tháng 11 năm 1969) là một cựu cầu thủ bóng đá người Việt Nam. Xuất thân từ lò đào tạo trẻ của đội bóng Công an Thanh Hóa, Văn Sỹ Hùng lại chủ yếu chơi cho đội bóng quê hương Sông Lam Nghệ An và giành nhiều danh hiệu với câu lạc bộ này trong suốt sự nghiệp. Ông từng có mặt trong đội tuyển quốc gia Việt Nam và được xem là một trong những cầu thủ nổi bật của bóng đá Việt Nam trong giai đoạn 1995–2005. 

## Đầu đời
Văn Sỹ Hùng có quê quán ở huyện Quỳnh Lưu, tỉnh Nghệ An nhưng lại được sinh ra tại Hà Nội. Ông là con trai thứ hai trong một gia đình có truyền thống bóng đá, có cha là cựu danh thủ Văn Sỹ Chi, người từng thi đấu trong màu áo của đội Thể Công và đội tuyển quốc gia. Các anh em của Văn Sỹ Hùng là Văn Sỹ Ngọc, Văn Sỹ Sơn, Văn Sỹ Thủy và Văn Sỹ Linh sau này đều trở thành những cầu thủ bóng đá, nhưng chỉ có Hùng, Sơn, Ngọc và Thủy tiếp tục theo đuổi sự nghiệp một thời gian dài sau đó.

## Sự nghiệp

### Sự nghiệp câu lạc bộ
Năm 1986, Văn Sỹ Hùng khi đó 16 tuổi đã được gửi ra Hà Nội để tập luyện ở lớp năng khiếu của đội bóng đá Phòng không – Không quân. Khi đội bóng bị giải thể ít lâu sau đó, Sỹ Hùng quyết định gia nhập quân đội với nhiệm vụ cảnh vệ cho đến năm 1989.
Năm 1990, ông quay lại Thanh Hóa để thi đấu cho đội bóng đá Công an Thanh Hóa. Sau khi giúp đội bóng giành quyền thăng hạng A1 vào năm 1992, Văn Sỹ Hùng chuyển sang thi đấu cho câu lạc bộ Sông Lam Nghệ An tới tận năm 2002. Với đội bóng này, Văn Sỹ Hùng đã hai lần vô địch quốc gia (1999–2000 và 2000–01), hai lần giành Cúp Quốc gia (2001, 2002), ba lần giành Siêu cúp Quốc gia (2000, 2001, 2002) và vô địch giải mùa xuân năm 1999.
Tháng 9 năm 2002, Văn Sỹ Hùng chuyển đến câu lạc bộ bóng đá Hoàng Anh Gia Lai và một lần nữa giành chức vô địch quốc gia. Cuối năm 2003, Sỹ Hùng xin nghỉ thi đấu cho Hoàng Anh Gia Lai vì lý do sức khỏe, nhưng chỉ bốn tháng sau, ông lại có tên trong danh sách thi đấu của đội bóng đá Khách sạn Khải Hoàn ở giải hạng Nhất. Ông chính thức từ giã sự nghiệp cầu thủ vào năm 2004.

### Sự nghiệp quốc tế
Năm 1995, Văn Sỹ Hùng lần đầu tiên được triệu tập lên đội tuyển quốc gia Việt Nam nhằm chuẩn bị cho SEA Games 18 tại Thái Lan. Mặc dù vậy, ông đã phải bỏ lỡ giải đấu năm đó vì chấn thương.
Năm 1997, Sỹ Hùng tiếp tục có tên trong danh sách tham dự Đại hội Thể thao Đông Nam Á lần thứ 19. Dấu ấn lớn nhất của ông tại giải đấu đó là một cú đúp trong trận vòng bảng gặp đội chủ nhà Indonesia, giúp đội tuyển Việt Nam hai lần cân bằng tỷ số trong thế thiếu người và góp phần không nhỏ vào hành trình đến chiếc huy chương đồng của toàn đội sau đó.
Tại Tiger Cup 1998 tổ chức tại Việt Nam, Văn Sỹ Hùng được đá cặp trên hàng công của đội tuyển cùng Lê Huỳnh Đức. Ông đã ghi bàn thắng ấn định tỷ số 3–0 trong trận bán kết với Thái Lan, nhưng ngay sau đó đã phải nhận thẻ đỏ và vắng mặt trong trận chung kết với Singapore, nơi Việt Nam đã để thua 0–1. Cũng chính Văn Sỹ Hùng sau đó là người đã sút tung lưới Singapore để đem lại thắng lợi tối thiểu cho Việt Nam, khi cả hai đội gặp lại nhau tại Cúp Dunhill 1999. 
SEA Games 20 là giải đấu cuối cùng của Văn Sỹ Hùng ở cấp độ đội tuyển, trong đó ông đã lập một cú hat-trick trong chiến thắng rất đậm 9–0 của Việt Nam trước Lào ở trận mở màn.

### Sự nghiệp huấn luyện
Sau khi giải nghệ vào năm 2004, Văn Sỹ Hùng cùng những người anh em trong gia đình thành lập nên Trung tâm đào tạo bóng đá trẻ VST (tên viết tắt của Văn Sỹ Thủy), nơi ông đảm trách vai trò huấn luyện viên. Năm 2007, trung tâm được chuyển giao cho Công ty Hải An và đổi tên thành VST Hải An United, sau đó là Sài Gòn United; trong thời gian này Văn Sỹ Hùng chỉ gần như tập trung hoàn toàn vào phụ trách chuyên môn.
Tháng 12 năm 2006, Văn Sỹ Hùng trở thành huấn luyện trưởng của câu lạc bộ Vinakansai Ninh Bình, đội bóng được chuyển giao từ Sơn Đồng Tâm trước đó; tuy nhiên ông đã phải rời ghế chỉ sau hơn ba tháng khi đội bóng không có kết quả thi đấu tốt tại giải hạng Nhất.
Sau khi chuyển giao Sài Gòn United cho Tập đoàn T&T vào năm 2010, ông cũng mua lại trung tâm VST để trở thành trung tâm bóng đá thuộc Công ty cổ phần Thể thao T&T – VSH (viết tắt của Văn Sỹ Hùng). Ngoài cơ sở đào tạo tại Nghệ An, ông Hùng còn kiêm nhiệm chức giám đốc trung tâm đào tạo trẻ của Hà Nội T&T tại Đà Nẵng. Tháng 1 năm 2019, ông quyết định rời khỏi chức vụ tại Đà Nẵng vì lý do gia đình, và đến năm 2021 thì trở lại câu lạc bộ cũ Sông Lam Nghệ An để giữ vị trí Phó Giám đốc phụ trách chuyên môn trong vòng nửa năm.